# Moosch
Moosch é uma comuna francesa na região administrativa de Grande Leste, no departamento Alto Reno. Estende-se por uma área de 15,25 km². Em 2010 a comuna tinha 1 679 habitantes (densidade: 110,1 hab./km²).